# Festival de Cine de Giffoni
El Festival de Cine de Giffoni — llamado comercialmente, de 2009 a 2019, Giffoni Experience, y a partir de 2020 Giffoni Opportunity — es un festival de cine anual para niños y adolescentes que se realiza cada año, en el mes de julio, durante aproximadamente diez días, en la ciudad de Giffoni Valle Piana, en Campania, Italia.

## Historia
El Festival Giffoni nació en 1971 de una idea de Claudio Gubitosi , entonces de dieciocho años , que sigue siendo hoy su director.
Los protagonistas y jurados del evento son niños y jóvenes de toda Italia y del mundo. Su tarea es ver las películas en competición y discutirlas con directores, autores e intérpretes y luego elegir al ganador. Además, cada día los jurados se encuentran con varios invitados, principalmente del mundo del cine y la televisión, con quienes entablan un debate y les hacen preguntas.
El Festival pasa de ser poco más que un evento regional a un evento de alcance internacional, que hoy incluye a personalidades del mundo del cine, la cultura y la música, como Robert De Niro, Sergio Leone, Michelangelo Antonioni, Alberto Sordi.Uno de los invitados fue el director François Truffaut , quien en 1982 escribió en una carta: «De todos los festivales de cine, el de Giffoni es el más necesario»
Así, con el tiempo el Festival ha ido evolucionando, abarcando desde el cine hasta otras especialidades artísticas, como el teatro, las diversas artes figurativas y la música.
La Cittadella del Cinema es la sede y centro operativo del Festival desde 2002.
Desde 2003 el Giffoni colabora con el Festival Internacional de Cine de Gijón y el Conseyu de la Mocedá de Gijón en el intercambio de jurados de entre 13 y 17 años de edad, enviando cuatro jóvenes asturianos para formar parte del jurado de las secciones Generator +13 y Generator +16.
También en 2005 se iniciaron las ediciones del Giffoni Hollywood Film Festival, organizado por Steven Paul (presidente de la productora independiente Cristal Sky) y el actor Jon Voight, que en la edición de 2007 tuvo su clausura en el célebre Teatro Kodak, sede de la ceremonia de entrega de los Premios Óscar.
El 13 de julio de 2017 se inauguró el Valle Multimedia Giffoni.
Desde 2009 la marca Festival cambió su nombre a Giffoni Experience , considerado más adecuado para describir la experiencia completa que representa, también a través de otras actividades y eventos colaterales. A partir de 2020 se convierte en Giffoni Oportunidad para celebrar los primeros 50 años de actividad.
Además, en los últimos años se crearon otras marcas de Giffoni, como:
- Giffoni Voyager - dedicada a exportar la marca y el formato a Italia y otros países, como: Macedonia, Brasil, Albania y Georgia, trabajando junto a reconocidas organizaciones culturales, incluido el Doha Film Institute.
- Giffoni Innovation Hub : destinado al universo en expansión de las empresas emergentes y la innovación
- Giffoni Opportunity : gira en torno al concepto de nuevas oportunidades de marketing y comunicación.
- Departamento Digital Giffoni - que cruza la frontera de las producciones audiovisuales de alta calidad y prepara el terreno para los grandes proyectos que se pondrán en marcha en este ámbito a partir de 2016. [6]

## Los jurados
Los jurados del Festival están compuestos por niños y jóvenes italianos y extranjeros. Cada año cada jurado se identifica por el color de su camiseta.
Estas son las secciones a partir de 2009: 
- ELEMENTOS +3 (niños de 3 a 5 años)[7]
- ELEMENTOS +6 (niños de 6 a 9 años)
- ELEMENTOS +10 (niños de 10 a 12 años)
- GENERADOR +13 (niños de 13 a 15 años)
- GENERADOR +16 (niños de 16 a 17 años)
- GENERADOR +18 (sección de 18 y más años)[1]
- GEX DOC (sección de cine documental abierta a todos)
- MASTERCLASS (una sección especial que va más allá del festival, formada por un grupo de jóvenes cuidadosamente seleccionados de entre 18 y 25 años, guiados por artistas, maestros y librepensadores pertenecientes al mundo del cine, la televisión y el periodismo, en un recorrido estructurado en lecciones, encuentros y espacios de profundización (Sólo para 2015 la Masterclass y sus encuentros se integrarán en la sección Generador +18 )

El número de participantes en los jurados ha ido creciendo con los años y en 2011 ha alcanzado los 3000 participantes, provenientes de 50 países de los cinco continentes.

## Ediciones
| Edición | Año  | Fecha                    | Tema                                   |
| ------- | ---- | ------------------------ | -------------------------------------- |
| 1.ª     | 1971 | ?                        |                                        |
| 2.ª     | 1972 | ?                        |                                        |
| 3.ª     | 1973 | ?                        |                                        |
| 4.ª     | 1974 | ?                        |                                        |
| 5.ª     | 1975 | 23 julio - 3 agosto      |                                        |
| 6.ª     | 1976 | ?                        |                                        |
| 7.ª     | 1977 | 30 julio - 7 agosto      |                                        |
| 8.ª     | 1978 | 29 julio - 6 agosto      |                                        |
| 9.ª     | 1979 | 18 - 26 agosto           |                                        |
| 10.ª    | 1980 | 26 julio - 3 agosto      |                                        |
| 11.ª    | 1981 | 1 - 9 agosto             |                                        |
| 12.ª    | 1982 | 31 julio - 8 agosto      |                                        |
| 13.ª    | 1983 | 30 julio - 7 agosto      |                                        |
| 14.ª    | 1984 | 28 julio - 5 agosto      |                                        |
| 15.ª    | 1985 | 27 julio - 4 agosto      |                                        |
| 16.ª    | 1986 | 26 julio - 3 agosto      |                                        |
| 17.ª    | 1987 | 25 julio - 2 agosto      |                                        |
| 18.ª    | 1988 | 30 julio - 7 agosto      |                                        |
| 19.ª    | 1989 | 29 julio - 6 agosto      |                                        |
| 20.ª    | 1990 | 28 julio - 5 agosto      |                                        |
| 21.ª    | 1991 | 27 julio - 4 agosto      |                                        |
| 22.ª    | 1992 | 1 - 8 agosto             | L'eroe immaginario - L'eroe immaginato |
| 23.ª    | 1993 | 2 - 7 agosto             | Padri e figli                          |
| 24.ª    | 1994 | 30 julio - 6 agosto      | Il sogno                               |
| 25.ª    | 1995 | 29 julio - 5 agosto      | Il viaggio                             |
| 26.ª    | 1996 | 27 julio - 4 agosto      | La bugia                               |
| 27.ª    | 1997 | 20 - 27 julio            | La pace                                |
| 28.ª    | 1998 | 19 - 26 julio            | Angeli e diavoli                       |
| 29.ª    | 1999 | 18 - 24 julio            | La famiglia                            |
| 30.ª    | 2000 | 15 - 22 julio            | (Non specificato)                      |
| 31.ª    | 2001 | 14 - 21 julio            | Il Ri-nascimento                       |
| 32.ª    | 2002 | 20 - 27 julio            | La scelta                              |
| 33.ª    | 2003 | 19 -26 julio             | La scoperta                            |
| 34.ª    | 2004 | 17 - 24 julio            | Il desiderio                           |
| 35.ª    | 2005 | 16 - 23 julio            | Emotion                                |
| 36.ª    | 2006 | 14- 22 julio             | Energy                                 |
| 37.ª    | 2007 | 10 - 21 julio            | Confini                                |
| 38.ª    | 2008 | 18 - 26 julio            | Miti e maestri                         |
| 39.ª    | 2009 | 12 - 25 julio            | Taboo                                  |
| 40.ª    | 2010 | 18 - 31 julio            | Love                                   |
| 41.ª    | 2011 | 12 - 21 julio            | Link                                   |
| 42.ª    | 2012 | 14 - 24 julio            | Happiness                              |
| 43.ª    | 2013 | 19 - 28 julio            | Forever young                          |
| 44.ª    | 2014 | 18 - 27 julio            | Be different                           |
| 45.ª    | 2015 | 17 - 26 julio            | Carpe diem                             |
| 46.ª    | 2016 | 15 - 24 julio            | Destination                            |
| 47.ª    | 2017 | 14 - 22 julio            | Into the magic                         |
| 48.ª    | 2018 | 20 - 28 julio            | Acqua                                  |
| 49.ª    | 2019 | 19 - 27 julio            | Aria                                   |
| 50.ª    | 2020 | 16 julio al 30 diciembre | Terra                                  |
| 50 Plus | 2021 | 21 - 31 julio            | Un grido di Felicità                   |
| 52.ª    | 2022 | 21 - 30 julio            | Gli Invisibili                         |
| 53.ª    | 2023 | 20 - 29 julio            | Indispensabili                         |
| 54.ª    | 2024 | 19 - 28 julio            | L’illusione della Distanza             |

## Categorías en competencia
- Largometrajes (para todas las secciones excepto ELEMENTOS +3 )
- Cortometrajes (para todas las secciones excepto GENERADOR +13 y GENERADOR +16 )
- Documentales (sección GEx doc, vistos y votados por el público participante en el Festival)

## Premios
Durante el transcurso del Festival se hace entrega de diversos premios a los invitados, mientras que el último día se entregan las películas ganadoras.

### Premios para invitados
- Giffoni Experience Award : se otorga a la mayoría de invitados del mundo del cine y la televisión; 
  - En 2016 Jennifer Aniston asistió al festival y se le otorgó el Premio Giffoni al actor Nicholas Hoult.[10][11]
- Explosive Talent Award : otorgado a actores y directores emergentes;
- Premio François Truffaut : es el galardón más prestigioso, que se entrega a los invitados más importantes y con una larga trayectoria a sus espaldas;
- Best Talent Award : se otorga a artistas que trabajan fuera del ámbito cinematográfico, como escritores y músicos;

### Premios a las películas en competición
- Gryphon award : concedido a los largometrajes y cortometrajes ganadores de las distintas secciones del jurado. Los segundos puestos también reciben un premio menor;
- Premi speciali : se otorgan a las distintas películas en competición por parte de empresas o asociaciones.